# Ruta Provincial 156
La Ruta Provincial 156 es una ruta no pavimentada, ubicada en el sudeste de la Provincia de Catamarca, Argentina.
La ruta comienza en la localidad de Esquiú en su intersección con la ruta provincial 20. Desde ahí se dirige al sur, pasando por los parajes de El Suncho, El Garay y Las Sanjas, hasta atravesar la Ruta Nacional 60 en sentido hacia el sur, donde costea el borde norte de las Salinas Grandes en sentido sudoeste hasta terminar finalmente en el paraje de El Quimilo. 
En su recorrido desembocan varios caminos rurales en mal estado que se dirigen al sur, atravesando las Salinas Grandes hasta hacer intersección con el Camino 306 en la provincia de Córdoba, y desde ahí hasta la ciudad de Cruz del Eje.
- Datos: Q125808036